# 영국 영화 텔레비전 예술 아카데미

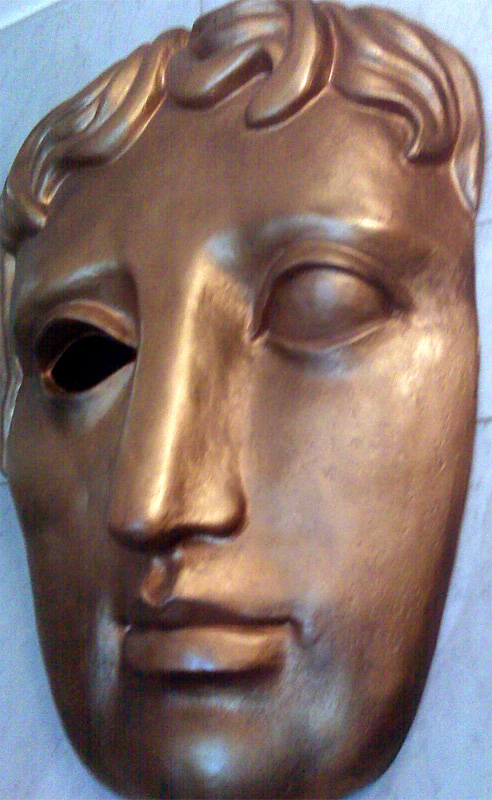

영국 영화 텔레비전 예술 아카데미(영어: British Academy of Film and Television Arts, BAFTA)는 영국의 영화 및 텔레비전 프로그램상을 주최하는 단체이다. 1947년 영국 영화 아카데미(The British Film Academy)가 설립되어 1948년부터 영화 부문 시상을 시작했다.

## 시상식

### 영화상
괄호 부분은 최초 시상 연도를 뜻한다.
| - 작품상 (1948) - 영국 작품상 (1948) - 외국어영화상 (1948) - 단편영화상 (1980) - 애니메이션영화상 (2006) - 남우주연상 (1953) - 남우조연상 (1953) - 감독상 (1969) - 남우조연상 (1969) - 여우조연상 (1969) - 촬영상 (1969) | - 음향상 (1969) - 음악상 (1969) - 미술상 (1969) - 의상상 (1969) - 편집상 (1978) - 신인상 (1981) - 시각효과상 (1983) - 분장상 (1983) - 각본상 (1984) - 각색상 (1984) |

## 같이 보기
- 영화상 목록